# Independientes por el Cambio

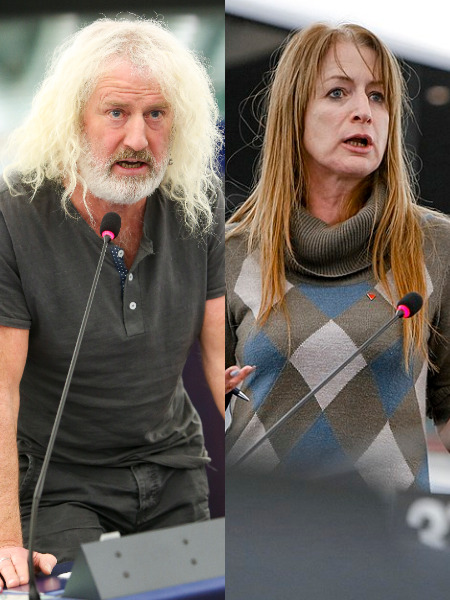
Los políticos Mick Wallace y Clare Daly, de Independientes por el Cambio

Independientes por el Cambio (irlandés: Neamhspleáigh ar son an Athraithe) es un partido político socialista de Irlanda.

## Resultados electorales

### Dáil Éireann
| Elecciones | Escaños | ±     | Posición | Votos de primera preferencia | %    | Gobierno  |
| ---------- | ------- | ----- | -------- | ---------------------------- | ---- | --------- |
| 2016       | 4/158   | Nuevo | 6.º      | 31,365                       | 1.5% | Oposición |
| 2020       | 1/160   | 3     | 9.º      | 8,421                        | 0.4% | Oposición |

### Elecciones locales
| Elección | Escaños | ± | Votos de primera preferencia | %    |
| -------- | ------- | - | ---------------------------- | ---- |
| 2014     | 0/949   | 0 | 1,828                        | 0.1% |
| 2019     | 3/949   | 3 | 8,626                        | 0.5% |

### Parlamento Europeo
| Elección | Escaños | ± | Votos de la primera preferencia | %    |
| -------- | ------- | - | ------------------------------- | ---- |
| 2019     | 2/13    | 2 | 124,085                         | 7.4% |